# بابلو لونا (موسيقي)
بابلو لونا (بالإسبانية: Pablo Luna) هو موسيقي وملحن إسباني، ولد في 21 مايو 1879 في ألاما دي أراغون في إسبانيا، وتوفي في 28 يناير 1942 في مدريد في إسبانيا.

## وصلات خارجية
- بابلو لونا على موقع IMDb (الإنجليزية)
- بابلو لونا على موقع ميوزك برينز (الإنجليزية)
- بابلو لونا على موقع ديسكوغز (الإنجليزية)